# Acidófilo (organismo)
Os organismos acidófilos são os que preferem viver em condições ácidas (geralmente os melhores habitats apresentam um pH 3,0 ou inferior). Alguns estão tão adaptados aos ambientes muito ácidos que morrem mesmo em pH moderados, ainda que ácidos. O organismo mais acidófilo conhecido é a arquea Picrophilus, que chega a viver a pH 0,06. Os organismos acidófilos encontram-se em diferentes ramificações da árvore da vida, e entre elas estão as arqueas, bactérias, e eucariotas. Entre os acidófilos encontra-se uma grande variedade de metabolismos: aeróbicos, anaeróbicos e anaeróbios facultativos, procariotas quimiolitótrofos e heterótrofos de diversas classes, eucariotas fotoautótrofos, protozoários predadores etc. Podem ser encontrados em diversos hábitats como zonas volcânicas, fontes hidrotermais terrestres ou marinhas, minas (ou outras zonas) com drenagens ácidas ou nos estômagos de animais. Um exemplo de ecossistema ácido é o rio Tinto, Huelva, Espanha, com águas ácidas entre os pHs 1,7 e 2,5 que albergam um rico endemismo composto por arqueas quimiossintéticas, bactérias heterotróficas, algas unicelulares como as diatomeas, diversos protistas, fungos, leveduras e rotíferos, entre outros.

## Exemplos de organismos acidófilos
Uma lista de exemplos de organismos acidófilos são:
Arqueas
- Sulfolobales, ordem de arqueas Crenarchaeota.
- Thermoplasmatales, ordem de arqueas Euryarchaeota.
- ARMAN, grupo de arqueas Euryarchaeota.
- Acidianus brierleyi, A. infernus, arqueas termoacidófilas anaeróbias facultativas.
- Halarchaeum acidiphilum, uma arquea da família Halobacteriacaeae.
- Metallosphaera sedula, termoacidófila.

Bactérias
- Acidobacterium, filo de Bactéria.
- Acidithiobacillales, ordem de Proteobacteria, por exemplo Acidithiobacillus ferrooxidans, Acidithiobacillus thiooxidans.
- Thiobacillus prosperus, T. acidophilus, T. organovorus, T. cuprinus
- Acetobacter aceti, bactéria que produz ácido acético a partir da oxidação do etanol.
- Alicyclobacillus, género de bactérias que pode contaminar os sucos de frutas.

Eucariotas
- Mucor racemosus
- Urotricha
- Dunaliella acidophila

- Philodina roseola